# شهرک رجایی (کرمانشاه)
شهرک رجایی یا شهرک جنگ‌زدگان شهری مسکونی در شمال شرقی شهر کرمانشاه است. این شهرک در منطقهٔ ۵ شهرداری کرمانشاه قرار دارد و بخشی از محلهٔ بزرگ‌تر کارمندان محسوب می‌شود.

## تاریخچه
شهرک رجایی در سال ۱۳۵۱ شروع به ساخت کرده و در سال ۱۳۵۵ آمادهٔ سکونت شد. این شهرک از ۸۷ بلوک آپارتمانی تشکیل شده که در ایستگاه ۸ کارمندان قرار دارند. با آغاز جنگ ایران و عراق و مهاجرت مردم مناطق جنگ‌زدهٔغرب استان کرمانشاه، به مرکز استان، این شهرک نیز یکی از مناطقی بود که به عنوان سکونتگاه جنگ‌زدگان مورد استفاده قرار گرفت و پس از مدتی با نام «شهرک جنگ‌زدگان» نیز شناخته‌شد.

## وضعیت کنونی
اگرچه شهرک رجایی یک سکونتگاه غیررسمی نیست، اما با مشکلاتی از قبیل قطعی یا افت فشار آب، انشعاب‌های غیرقانونی برق، انباشت زباله، خاکی بودن معابر و فقدان فضای سبز و نیز فضاهای فرهنگی مواجه است.